# Niewolnik (powieść)
Niewolnik – powieść Isaaca Bashevisa Singera wydana po raz pierwszy w 1962 w języku angielskim, ale pierwotnie napisana w jidysz. Pierwsze polskie wydanie pochodzi z 1991.

## Fabuła
Jest to pełna głębokich przemyśleń historia tragicznej miłości wykształconego Żyda Jakuba do polskiej góralki Wandy. Akcja rozgrywa się w XVII-wiecznej Polsce w okresie wojen polsko-kozackich, gdy Kozacy dokonywali pogromów ludności żydowskiej na kresach Rzeczypospolitej.
Jakub po utracie w jednym z takich pogromów rodziny trafia jako parobek do góralskiej wioski. W prymitywnych warunkach życia rodzi się uczucie pomiędzy religijnym Żydem a Polką. Powieść podzielona jest na trzy części „Wanda”, „Sara” i „Powrót”, które obrazują kolejne etapy życia Jakuba.